# Agios Prokopios
Agios Prokopios (Græsk: Άγιος Προκόπιος) er en kystby på øen Naxos i Grækenland med 96 indbyggere (2011). Den ligger 5 km sydvest for Naxos by. Den besidder storslåede strande i Det Ægæiske Hav og er en yndlings turist attraktion.
Administrativt tilhører den, det kommunale fællesskab Agersani.
Byen har mange hoteller, restauranter og caféer.
Den berømte fodboldspiller Kostas Manolas, der er fra Naxos, åbnede i 2015 øens største bageri-cafe, Nikkos Bakery Cafe, i byen.

## Stranden Agios Prokopios
Agios Prokopios strand, sammen med den berømte Agia Anna-strand anses for at være Grækenlands tredje bedste. Den indeholder kornet hvidt sand, samt en zone af klitter. Renheden af havet præsenterer en bugt med turkis og blå farve. Dens længde er 2 km. Om sommeren er stranden velorganiseret med solsenge og paraplyer på nær den nordlige del. Der er livreddertårne på stranden.
I regionen bortset fra de forskellige turistfaciliteter, er en privat dykkerskole og særlige både med et glasbund, hvor der arrangeres havture i regionen.

## Befolkningstal
| År         | 1981  | 1991  | 2001  | 2011  |
| ---------- | ----- | ----- | ----- | ----- |
| Indbyggere | 46    | 123   | 209   | 96    |
| Kilder     | [ 2 ] | [ 3 ] | [ 4 ] | [ 5 ] |

## References
1. ↑  "Agios Prokopios". Naxos Beaches. Arkiveret fra originalen 24. juli 2014. Hentet 21. august 2014.
2. ↑  «Αποτελέσματα απογραφής πληθυσμού - κατοικιών της 5ης Απριλίου 1981», σελ. 448 (σελ. 448 του pdf), από ΕΛΣΤΑΤ. Αρχειοθετήθηκε 08/01/2018. Ανακτήθηκε 08/01/2018.
3. ↑  «Πραγματικός πληθυσμός της Ελλάδος κατά την απογραφή της 17ης Μαρτίου 1991 κατά νομούς, επαρχίες, δήμους, κοινότητες και οικισμούς», σελ. 148 (σελ. 150 του pdf), από ΕΛΣΤΑΤ, Αρχειοθετήθηκε 20/08/2017], Ανακτήθηκε 08/01/2018.
4. ↑  «Απογραφή πληθυσμού - κατοικιών της 18ης Μαρτίου 2001», σελ. 272 (σελ. 274 του pdf), από ΕΛΣΤΑΤ, Αρχειοθετήθηκε 29/07/2017, Ανακτήθηκε 08/01/2018.
5. ↑  «ΦΕΚ αποτελεσμάτων ΜΟΝΙΜΟΥ πληθυσμού Arkiveret 4. oktober 2021 hos  Wayback Machine», σελ. 10849 (σελ. 375 του pdf), και σε μορφή Excel «Πίνακας αποτελεσμάτων ΜΟΝΙΜΟΥ Πληθυσμού-Απογραφής 2011 Arkiveret 24. november 2017 hos  Wayback Machine» στην ιστοσελίδα της ΕΛΣΤΑΤ Arkiveret 6. juli 2018 hos  Wayback Machine, Αρχειοθετήθηκε 24/11/2017], Ανακτήθηκε 09/01/2018.

37°04′30″N 25°21′06″Ø / 37.075°N 25.3517°Ø